# Chéri, divorçons
Pour plus de détails, voir Fiche technique et Distribution.
Chéri, divorçons (Let's Make it Legal) est un film américain de Richard Sale sorti en 1951.

## Synopsis
Après 20 ans de mariage et une fille maintenant adulte, mariée et mère, Miriam Halsworth a demandé et obtenu le divorce de son mari Hugh, directeur d'hôtel mais aussi spécialiste en rosiers, en raison de son indifférence et surtout de son addiction au jeu. Leur fille et beau-fils connaissent aussi quelques tensions légères parce qu'ils habitent dans la maison des parents de celle-là.
Alors que le divorce va devenir effectif, Victor MacFarland, un ancien béguin de Miriam, entre en scène : il est riche, il est puissant et il est déterminé à reconquérir Miriam. Mais Hugh veut aussi regagner le cœur de sa femme.
Cependant un mystère plane : alors que, 20 ans auparavant, le cœur de Miriam hésitait, Victor s'en est allé sans mot dire, amenant celle-là à épouser Hugh. Miriam veut connaître (et apprendra) la raison de ce départ pressant : elle en sera d'abord choquée puis soulagée.
Après plusieurs quiproquos et aller-retour dans la tête et le cœur de Miriam entre ses deux hommes (mariage oui, mariage non), tout se terminera bien.

## Fiche technique
- Titre original : Let's Make it Legal
- Réalisation : Richard Sale
- Scénario : I.A.L. Diamond, F. Hugh Herbert, d'après une histoire de Mortimer Braus
- Image : Lucien Ballard
- Musique : Cyril Mockridge
- Direction artistique : Albert Hogsett et Lyle R. Wheeler
- Décors : Paul S. Fox et Thomas Little
- Costumes : Charles Le Maire (hommes) et Renié (femmes)
- Son : Harry M. Leonard, E. Clayton Ward
- Montage : Robert Fritch
- Producteur : Robert Bassler
- Société de production et de distribution : 20th Century Fox
- Pays : américain
- Langue : anglais
- Genre : Comédie dramatique
- Format : Noir et blanc - 35 mm - 1,37:1 - Son : mono (Western Electric Recording)
- Durée : 77 minutes
- Dates de sortie :
  - États-Unis : 31 octobre 1951 (Los Angeles)
  - États-Unis : 6 novembre 1951 (New York)

## Distribution
- Claudette Colbert : Miriam Halsworth
- Macdonald Carey : Hugh Halsworth
- Zachary Scott : Victor Macfarland
- Barbara Bates : Barbara Denham
- Robert Wagner : Jerry Denham
- Marilyn Monroe : Joyce Mannering
- Frank Cady : Ferguson
- Harry Harvey : Le facteur

Acteurs non crédités :
- Kathleen Freeman : Une journaliste
- Jim Hayward : Le jardinier Pete